# فاکتور رشد عصب
فاکتور رشد عصب، (به انگلیسی: Nerve growth factor) یکی از فاکتورهای رشد با ساختاری پروتئینی است. این پروتئین‌ها در رشد و متابولیسم سلول‌های زیادی دخیل هستند و نوعی سیتوکین هستند. یکی از نخستین عوامل رشدی که کشف شد، فاکتور رشد عصب در سال ۱۹۵۱ بود.

## کارکرد
این فاکتور رشد در رشد سلول‌های عصبی، بقا و فعالیت آنها مؤثر است. امروزه گروهی از عوامل رشد عصب تحت عنوان نوروتروفین شناخته شده‌اند که فاکتور رشد عصب اولین عضو این خانواده است.